# Radical Optimism Tour

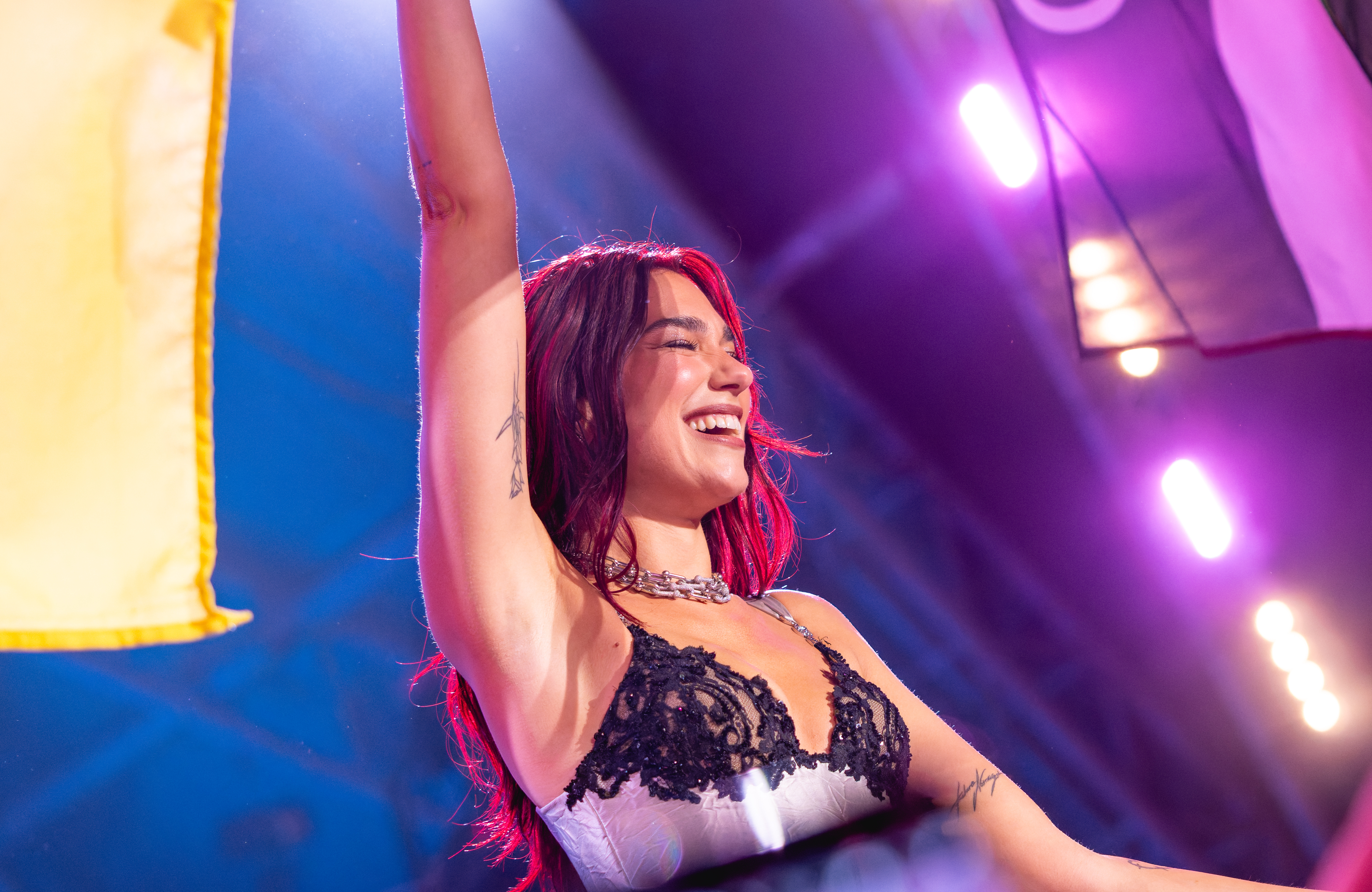
Dua Lipa tijdens het nummer Be the One op Glastonbury

De Radical Optimism Tour is de derde concerttournee van de Brits-Albanese zangeres Dua Lipa ter ondersteuning van haar derde studioalbum, Radical Optimism (2024). De tournee begon op 5 juni 2024 in Berlijn, Duitsland, en zal op 5 december 2025 december eindigen in Mexico-Stad. 

## Achtergrond
Op 19 maart 2024 kondigde Lipa de tour aan, met vier exclusieve shows door heel Europa en verschillende andere festivaloptredens, waarvan de headline show op Rock Werchter als eerst bekendgemaakt werd. Op 28 mei 2024 maakte Lipa de data voor haar tour door Azië bekend, en de kaartjes gingen op 11 juni in de verkoop. Er werden door de hoge vraag extra data toegevoegd in Seoul en Kuala Lumpur. 
Op 12 september 2024 kondigde Lipa haar wereldtournee voor 2025 aan. De zangeres kondigde meteen twee shows aan in het Antwerps Sportpaleis en de Amsterdamse Ziggo Dome. Een week later voegde de zangeres extra shows toe in Parijs, New York, Los Angeles, Liverpool, Antwerpen, Sydney en Melbourne, vanwege de hoge vraag, die bleek na de eerste voorverkoop. In april 2025 werden 8 Latijns-Amerikaanse data toegevoegd, voor 6 verschillende landen. Door de hoge vraag kwam er een extra show in Buenos Aires, Mexico-Stad en Santiago. 
Lipa kreeg veel lof voor haar concertreeks, waarin ze telkens een verrassingsnummer bracht. Zo zong ze in Hamburg een cover van 99 Luftballons van Nena en bracht ze in Nederland het Nederlandstalige Bloed, zweet en tranen van André Hazes. Ze werd geprezen om haar vlotte beheersing van de verschillende talen. 

## Setlist
De volgende setlist is afkomstig van het concert van 17 maart 2024 in Melbourne. 
1. "Training Season"
2. "End of an Era"
3. "Break My Heart"
4. "One Kiss"
5. "Whatcha Doing"
6. "Levitating"
7. "These Walls"
8. "Surprise Cover"
9. "Maria"
10. "Physical"
11. "Electricity"
12. "Hallucinate"
13. "Illusion"
14. "Falling Forever"
15. "Happy For You"
16. "Love Again"
17. "Anything For Love"
18. "Be the One"

Toegift
1. "New Rules"
2. "Dance the Night"
3. "Don't Start Now"
4. "Houdini"

Opmerkingen
- Kevin Parker was een gastartiest op Dua's show op Glastonbury Festival. Ze zongen samen The Less I Know the Better. Ook zong Dua voor het eerst Falling Forever.
- Pierre de Maere was een gastartiest tijdens de tweede Sportpaleis show op 12 juni 2025. Ze zongen samen These Walls.
- Tijdens de eerste Wembley show op 20 juni 2025 zong Lipa Hotter than Hell tijdens de tweede act.
- Tijdens de tweede Wembley show op 21 juni 2025 zong Lipa IDGAF tijdens de tweede act.
- Tijdens de twee shows in Liverpool zong Lipa het supporter lied One Kiss een tweede maal in de toegift.

Surprise covers
Vanaf maart 2025 bracht Lipa telkens een cover van een lokale artiest van de stad waar zij optrad: 
- 17 maart: Melbourne: Highway to Hell - AC/DC.
- 19 maart: Melbourne: Torn - Natalie Imbruglia.
- 20 maart: Melbourne: Can't Get You Out of My Head - Kylie Minogue.
- 22 maart: Melbourne: Rush - Troye Sivan (met Troye)
- 23 maart: Melbourne: Riptide - Vance Joy (met Vance)
- 26 maart: Melbourne: Never Tear Us Apart - INXS
- 28 maart: Sydney: The Less I Know the Better - Tame Impala (met Tame)
- 29 maart: Sydney: Big Jet Plane - Angus & Julia Stone (met Angus)
- 2 april: Auckland: Royals - Lorde
- 4 april: Auckland: Don't Dream It's Over - Crowded House (met Neil Finn)
- 11 mei: Madrid: Hero - Enrique Iglesias
- 12 mei: Madrid: Me gustas tú - Manu Chao
- 15 mei: Lyon: Dernière danse - Indila
- 16 mei: Lyon: Get Lucky - Daft Punk
- 19 mei: Hamburg: 99 Luftballons - Nena
- 20 mei: Hamburg: Wind of Change - The Scorpions
- 23 mei: Parijs: Moi...Lolita - Alizée
- 24 mei: Parijs: Be My Baby - Vanessa Paradis
- 27 mei: Praag: Na ostří nože - Ewa Farna
- 28 mei: Praag: Na ostří nože - Ewa Farna (met Ewa)
- 31 mei: München: Forever Young - Alphaville
- 1 juni: München: Stolen Dance - Milky Chance
- 3 juni: Amsterdam: Bloed, zweet en tranen - André Hazes
- 4 juni: Amsterdam: Scared to Be Lonely - Martin Garrix & Dua Lipa
- 7 juni: Milaan: A far l'amore comincia tu - Raffaella Carrà
- 11 juni: Antwerpen: Sensualité - Axelle Red
- 12 juni: Antwerpen: Un jour je marierai un ange - Pierre de Maere (met Pierre)
- 13 juni: Antwerpen: Fever - Dua Lipa & Angèle (met Angèle)
- 20 juni: Londen: Virtual Insanity - Jamiroquai (met Jamiroquai)
- 21 juni: Londen: 360 - Charli XCX (met Charli)
- 24 juni: Liverpool: Valerie - Amy Winehouse
- 25 juni: Liverpool: Hey Jude - The Beatles
- 27 juni: Dublin: Nothing Compares 2 U - Sinéad O'Connor
- 1 augustus: Pristina: Era - Gjurmët (met Dukagjin Lipa)

## Shows
| Datum       | Stad         | Land                | Plaats                            | Opening acts | Opkomst         |
| ----------- | ------------ | ------------------- | --------------------------------- | ------------ | --------------- |
| 5 juni      | Berlijn      | Duitsland           | Waldbühne                         | Carlita      | —               |
| 9 juni      | Pula         | Kroatië             | Pula Arena                        | Carlita      | —               |
| 12 juni     | Nîmes        | Frankrijk           | Arena van Nîmes                   | Carlita      | —               |
| 13 juni     | Nîmes        | Frankrijk           | Arena van Nîmes                   | Carlita      | —               |
| 28 juni     | Pilton       | Verenigd Koninkrijk | Glastonbury Festival              | —            | —               |
| 4 juli      | Gdynia       | Polen               | Open'er Festival                  | —            | —               |
| 6 juli      | Werchter     | België              | Rock Werchter                     | —            | —               |
| 10 juli     | Madrid       | Spanje              | Mad Cool Festival                 | —            | —               |
| 12 juli     | Algés        | Portugal            | NOS Alive                         | —            | —               |
| 5 oktober   | Austin       | Verenigde Staten    | Austin City Limits Music Festival | —            | —               |
| 12 oktober  | Austin       | Verenigde Staten    | Austin City Limits Music Festival | —            | —               |
| 17 oktober  | Londen       | Verenigd Koninkrijk | Royal Albert Hall                 | —            | —               |
| 5 november  | Singapore    | Singapore           | Singapore Indoor Stadium          | —            | 18 849 / 18 849 |
| 6 november  | Singapore    | Singapore           | Singapore Indoor Stadium          | —            | 18 849 / 18 849 |
| 13 november | Manilla      | Filipijnen          | Philippine Arena                  | —            | 24 986 / 24 986 |
| 16 november | Saitama      | Japan               | Saitama Super Arena               | —            | 38 310 / 38 310 |
| 17 november | Saitama      | Japan               | Saitama Super Arena               | —            | 38 310 / 38 310 |
| 20 november | Taipei       | Taiwan              | Rakuten Taoyuan Baseball Stadium  | —            | —               |
| 23 november | Kuala Lumpur | Maleisië            | Axiata Arena                      | —            | —               |
| 24 november | Kuala Lumpur | Maleisië            | Axiata Arena                      | —            | —               |
| 27 november | Bangkok      | Thailand            | Impact Arena                      | —            | —               |
| 30 november | Mumbai       | India               | MMRDA Ground                      | —            | —               |
| 4 december  | Seoel        | Zuid-Korea          | Gocheok Sky Dome                  | —            | 30 209 / 30 209 |
| 5 december  | Seoel        | Zuid-Korea          | Gocheok Sky Dome                  | —            | 30 209 / 30 209 |
| Totaal      | Totaal       | Totaal              | Totaal                            | Totaal       | —               |

| Datum        | Stad           | Land                | Plaats                          | Opening acts             | Opkomst         |
| ------------ | -------------- | ------------------- | ------------------------------- | ------------------------ | --------------- |
| 17 maart     | Melbourne      | Australië           | Rod Laver Arena                 | Kita Alexander           |                 |
| 19 maart     | Melbourne      | Australië           | Rod Laver Arena                 | Kita Alexander           |                 |
| 20 maart     | Melbourne      | Australië           | Rod Laver Arena                 | Kita Alexander           |                 |
| 22 maart     | Melbourne      | Australië           | Rod Laver Arena                 | Kita Alexander           |                 |
| 23 maart     | Melbourne      | Australië           | Rod Laver Arena                 | Kita Alexander           |                 |
| 26 maart     | Sydney         | Australië           | Qudos Bank Arena                | Kita Alexander           | 47.675 / 47.675 |
| 28 maart     | Sydney         | Australië           | Qudos Bank Arena                | Kita Alexander           | 47.675 / 47.675 |
| 29 maart     | Sydney         | Australië           | Qudos Bank Arena                | Kita Alexander           | 47.675 / 47.675 |
| 2 april      | Auckland       | Nieuw-Zeeland       | Spark Arena                     | Kita Alexander           |                 |
| 4 april      | Auckland       | Nieuw-Zeeland       | Spark Arena                     | Kita Alexander           |                 |
| 11 mei       | Madrid         | Spanje              | WiZink Center                   | Alessi Rose              |                 |
| 12 mei       | Madrid         | Spanje              | WiZink Center                   | Alessi Rose              |                 |
| 15 mei       | Lyon           | Frankrijk           | LDLC Arena                      | Alessi Rose              |                 |
| 16 mei       | Lyon           | Frankrijk           | LDLC Arena                      | Alessi Rose              |                 |
| 19 mei       | Hamburg        | Duitsland           | Barclays Arena                  | Alessi Rose              |                 |
| 20 mei       | Hamburg        | Duitsland           | Barclays Arena                  | Alessi Rose              |                 |
| 23 mei       | Parijs         | Frankrijk           | Paris La Défense Arena          | Alessi Rose              | 90.000 / 90.000 |
| 24 mei       | Parijs         | Frankrijk           | Paris La Défense Arena          | Alessi Rose              | 90.000 / 90.000 |
| 27 mei       | Praag          | Tsjechië            | O2 Arena                        | Alessi Rose              |                 |
| 28 mei       | Praag          | Tsjechië            | O2 Arena                        | Alessi Rose              |                 |
| 31 mei       | München        | Duitsland           | Olympiahalle                    | Alessi Rose              |                 |
| 1 juni       | München        | Duitsland           | Olympiahalle                    | Alessi Rose              |                 |
| 3 juni       | Amsterdam      | Nederland           | Ziggo Dome                      | Alessi Rose              |                 |
| 4 juni       | Amsterdam      | Nederland           | Ziggo Dome                      | Alessi Rose              |                 |
| 7 juni       | Milaan         | Italië              | Ippodromo San Siro              | Alessi Rose              | 70.000          |
| 11 juni      | Antwerpen      | België              | Sportpaleis                     | Alessi Rose              |                 |
| 12 juni      | Antwerpen      | België              | Sportpaleis                     | Alessi Rose              |                 |
| 13 juni      | Antwerpen      | België              | Sportpaleis                     | Alessi Rose              |                 |
| 20 juni      | Londen         | Verenigd Koninkrijk | Wembley Stadium                 | Dove Cameron Alessi Rose | 151.000         |
| 21 juni      | Londen         | Verenigd Koninkrijk | Wembley Stadium                 | Dove Cameron Alessi Rose | 151.000         |
| 24 juni      | Liverpool      | Verenigd Koninkrijk | Anfield                         | Dove Cameron Alessi Rose |                 |
| 25 juni      | Liverpool      | Verenigd Koninkrijk | Anfield                         | Dove Cameron Alessi Rose |                 |
| 27 juni      | Dublin         | Ierland             | Aviva Stadium                   | Dove Cameron Alessi Rose |                 |
| 1 augustus   | Pristina       | Kosovo              | Sunny Hill Festival             |                          |                 |
| 1 september  | Toronto        | Canada              | Scotiabank Arena                |                          |                 |
| 2 september  | Toronto        | Canada              | Scotiabank Arena                |                          |                 |
| 5 september  | Chicago        | Verenigde Staten    | United Center                   |                          |                 |
| 6 september  | Chicago        | Verenigde Staten    | United Center                   |                          |                 |
| 9 september  | Boston         | Verenigde Staten    | TD Garden                       |                          |                 |
| 10 september | Boston         | Verenigde Staten    | TD Garden                       |                          |                 |
| 13 september | Atlanta        | Verenigde Staten    | State Farm Arena                |                          |                 |
| 14 september | Atlanta        | Verenigde Staten    | State Farm Arena                |                          |                 |
| 17 september | New York       | Verenigde Staten    | Madison Square Garden           |                          |                 |
| 18 september | New York       | Verenigde Staten    | Madison Square Garden           |                          |                 |
| 20 september | New York       | Verenigde Staten    | Madison Square Garden           |                          |                 |
| 21 september | New York       | Verenigde Staten    | Madison Square Garden           |                          |                 |
| 26 september | Miami          | Verenigde Staten    | Kaseya Center                   |                          |                 |
| 27 september | Miami          | Verenigde Staten    | Kaseya Center                   |                          |                 |
| 30 september | Dallas         | Verenigde Staten    | American Airlines Center        |                          |                 |
| 1 oktober    | Dallas         | Verenigde Staten    | American Airlines Center        |                          |                 |
| 4 oktober    | Los Angeles    | Verenigde Staten    | Kia Forum                       |                          |                 |
| 5 oktober    | Los Angeles    | Verenigde Staten    | Kia Forum                       |                          |                 |
| 7 oktober    | Los Angeles    | Verenigde Staten    | Kia Forum                       |                          |                 |
| 8 oktober    | Los Angeles    | Verenigde Staten    | Kia Forum                       |                          |                 |
| 11 oktober   | San Francisco  | Verenigde Staten    | Chase Center                    |                          |                 |
| 12 oktober   | San Francisco  | Verenigde Staten    | Chase Center                    |                          |                 |
| 15 oktober   | Seattle        | Verenigde Staten    | Climate Pledge Arena            |                          |                 |
| 16 oktober   | Seattle        | Verenigde Staten    | Climate Pledge Arena            |                          |                 |
| 7 november   | Buenos Aires   | Argentinië          | Estadio River Plate             |                          |                 |
| 8 november   | Buenos Aires   | Argentinië          | Estadio River Plate             |                          |                 |
| 11 november  | Santiago       | Chili               | Estadio Nacional                |                          |                 |
| 12 november  | Santiago       | Chili               | Estadio Nacional                |                          |                 |
| 15 november  | São Paulo      | Brazilië            | Estádio do Morumbi              |                          |                 |
| 22 november  | Rio de Janeiro | Brazilië            | Olympisch Stadion Nilton Santos |                          |                 |
| 25 november  | Lima           | Peru                | Estadio Universidad San Marcos  |                          |                 |
| 28 november  | Bogota         | Colombia            | Estadio El Campín               |                          |                 |
| 1 december   | Mexico-Stad    | Mexico              | Estadio GNP Seguros             |                          |                 |
| 2 december   | Mexico-Stad    | Mexico              | Estadio GNP Seguros             |                          |                 |
| 5 december   | Mexico-Stad    | Mexico              | Estadio GNP Seguros             |                          |                 |

### Geannuleerde shows
| Datum (2024) | Stad    | Land      | Arena           | Reden                          |
| ------------ | ------- | --------- | --------------- | ------------------------------ |
| 9 november   | Jakarta | Indonesië | Indonesia Arena | Stage veiligheid voorschriften |